# Åbränna
Åbränna är ett naturreservat i Skellefteå kommun i Västerbottens län.
Området är naturskyddat sedan 2017 och är 51 hektar stort. Reservatet ligger just öster om reservatet Sör-Sveneberget söder om Byskeälven. Reservatet består av naturskog med stort inslag av grova aspar och andra lövträd.